# 资助危害国家安全犯罪活动罪
资助危害国家安全犯罪活动罪，规定于《中华人民共和国刑法》第二编第一章的第一百零七条，指机构、组织或个人资助中国境内组织或者个人实施某些危害国家安全罪的犯罪。对直接责任人员，处五年以下有期徒刑、拘役、 管制或者剥夺政治权利；情节严重的，处五年以上有期徒刑。应当附加剥夺政治权利；可以并处没收财产。

## 法律规定
|                                      | 境内外机构、组织或者个人资助实施本章第一百零二条、第一百零三条、第一百零四条、第一百零五条规定之罪的，对直接责任人员，处五年以下有期徒刑、拘役、管制或者剥夺政治权利；情节严重的，处五年以上有期徒刑。 |
| ——《中华人民共和国刑法》第一百零七条 | |

## 构成要件
犯罪主体为一般主体，即中国境内外机构、组织或者个人（不包括单位犯罪）；犯罪客体为人民民主专政的政权和社会主义制度；犯罪主观方面，本罪为直接故意犯；犯罪客观方面，本罪属行为犯，凡上述犯罪主体资助实施背叛国家罪（刑法第102条）、分裂国家罪、煽动分裂国家罪（刑法第103条）、武装叛乱、暴乱罪（刑法第104条）、颠覆国家政权罪、煽动颠覆国家政权罪（刑法第105条）的，均犯此罪。

## 量刑

### 主刑
犯此罪的，可处五年以下有期徒刑、拘役、管制或者剥夺政治权利；情节严重的，处五年以上有期徒刑。根据《刑法》第113条的但书，本罪名不适用死刑。

### 附加刑
犯本罪者，根据《刑法》第56条规定，法院应当附加剥夺政治权利。

## 案例
- 李亨利案